# Shigeyoshi Mochizuki
Shigeyoshi Mochizuki (Shimizu (actualment Shizuoka), Prefectura de Shizuoka, Japó, 9 de juliol de 1973) és un exfutbolista japonès.

## Selecció japonesa
Shigeyoshi Mochizuki va disputar 15 partits amb la selecció japonesa.